# Reichelt Elektronik
Reichelt Elektronik GmbH & Co. KG ist ein Elektronik- und Computertechnik-Versandhaus in Deutschland. Das Logistikzentrum sowie die einzige Verkaufsstelle befinden sich in Sande (Friesland). Seit 2017 wird das Unternehmen unabhängig von seinem Produktspektrum in der Liste der 100 umsatzstärksten Online Shops Deutschlands geführt.

## Geschichte

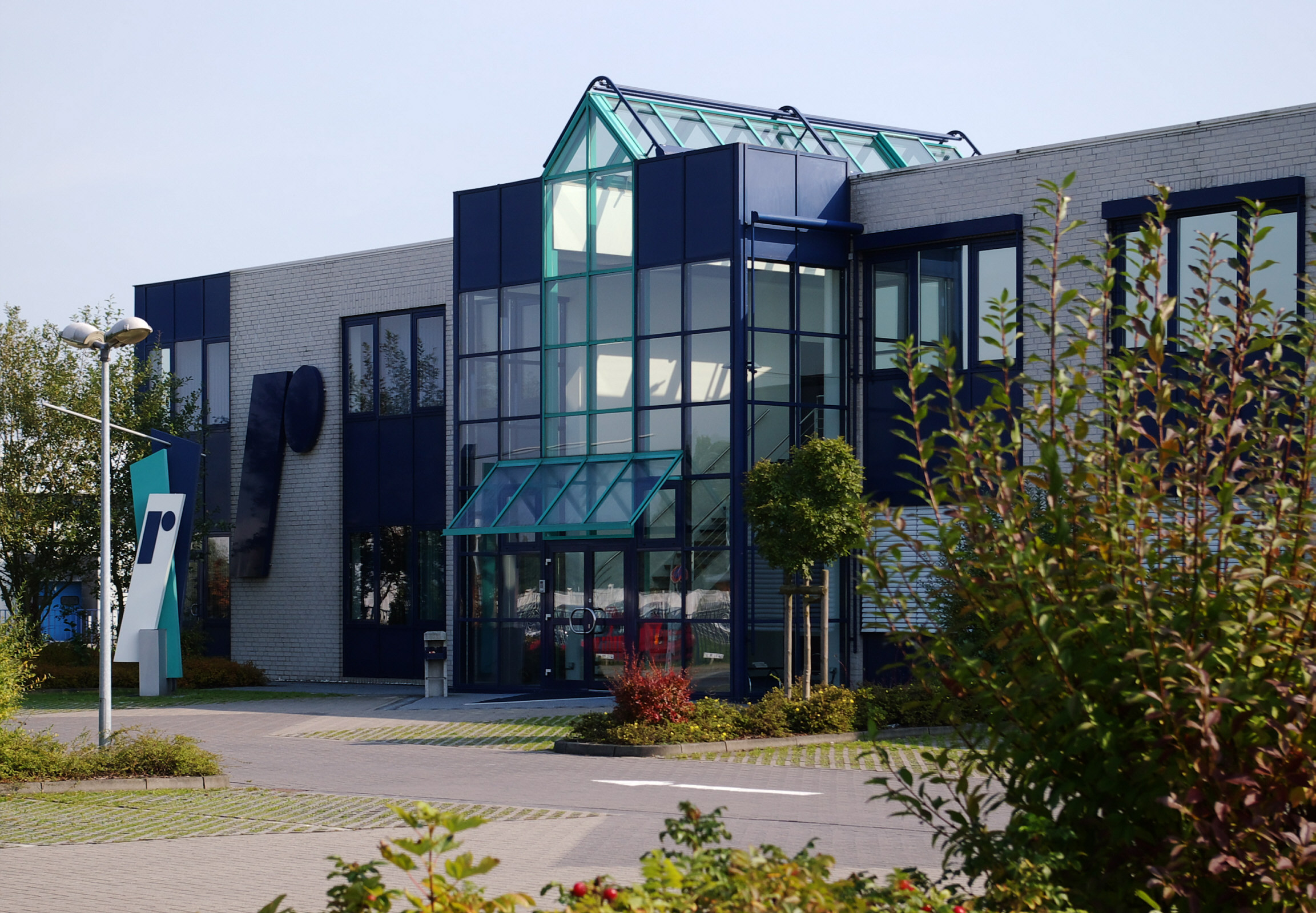
Verwaltung

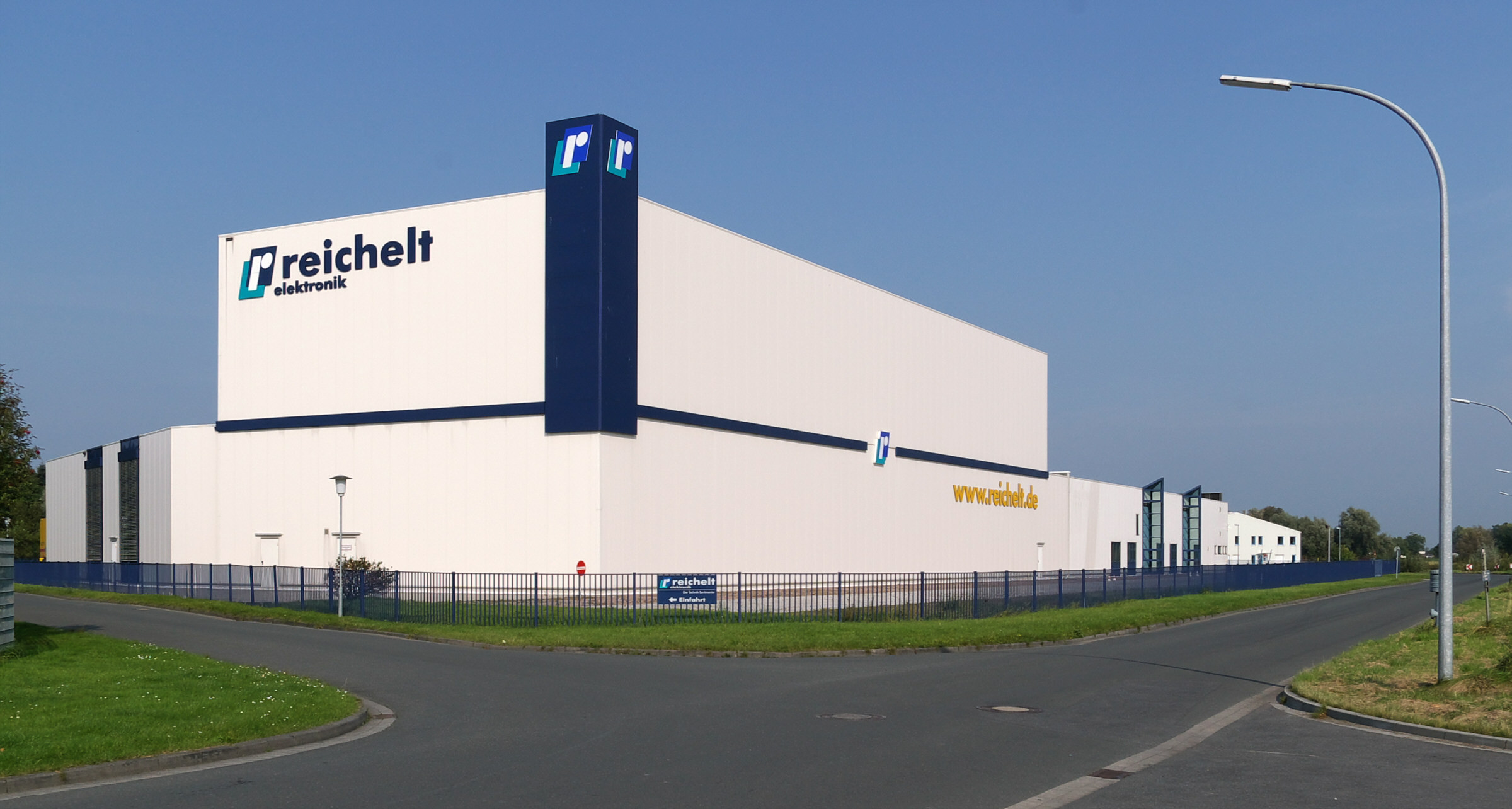
Logistikzentrum

Das Unternehmen wurde 1969 in der Wilhelmshavener Privatwohnung der Eheleute Klaus und Angelika Reichelt gegründet. In den ersten Jahren beschränkte sich das Sortiment hauptsächlich auf elektronische Bauelemente. 1976 erweiterte sich das Unternehmen und zog dazu in neu gebaute Wohn- und Geschäftsräume um. Der Katalog bestand in den 1980er Jahren aus einigen eng bedruckten DIN-A4-Seiten.
In den 1980er Jahren gab es auch eine Filiale in Oldenburg in der Kaiserstraße 14. In den ehemaligen Räumen von Reichelt befindet sich heute die Oldenburger Tafel e.V.
Nachdem sich Angelika Reichelt im Jahr 1989 von ihrem Mann getrennt hatte, kaufte sie 1990 das Unternehmen auf. Zu diesem Zeitpunkt hatte Reichelt Elektronik 20 Mitarbeiter und war verschuldet. In den Jahren danach wurde das Sortiment auf alle Sparten der Elektronik erweitert.
1995 zog das Unternehmen mit 80 Mitarbeitern in das Industriegebiet der benachbarten Gemeinde Sande um, nachdem es sich drei Jahre lang vergeblich um eine Expansion in Wilhelmshaven bemüht hatte.
Im Mai 2005 wurde das neue Logistikzentrum von Reichelt Elektronik eingeweiht. Durch einen Erweiterungsbau wurde die Logistikfläche auf 8000 Quadratmeter erweitert. Im neu geschaffenen Logistikzentrum können über 30.000 Artikel aus Elektronik, PC- und Netzwerktechnik gefördert, sortiert, kommissioniert, verpackt und versendet werden.
Im Jahre 2005 setzte Reichelt Elektronik über 100 Millionen Euro um und hatte ca. 220 Mitarbeiter.
Angelika Reichelt ging Anfang des Jahres 2010 in den Ruhestand. Weil kein Familienmitglied als Nachfolger zur Verfügung stand, verkaufte sie das Unternehmen an die Schweizer Dätwyler Holding. Zum vorübergehenden Geschäftsführer wurde René Trauffer bestellt. Zum 1. Oktober 2010 erhielt die Firma ein neues Führungstrio. Sprecher der Geschäftsführung ist Ulf Timmermann, der bereits vor dem Verkauf zur Geschäftsführung bei Reichelt Elektronik gehört hatte.
Seit Januar 2011 gibt es für den österreichischen und den niederländischen Markt jeweils eine eigene Website.
Im Oktober 2014 beschloss der Aufsichtsrat der Dätwyler Holding die Errichtung eines Hallenneubaus auf dem Gelände am Elektronikring. Das Bauprojekt hat ein Volumen von rund sieben Millionen Euro und wird die Logistikkapazität von Reichelt Elektronik von 4900 Quadratmeter auf 10.250 Quadratmeter steigern. Durch den Ausbau der Kapazität sollen zudem rund 100 neue Arbeitsplätze am Standort Sande entstehen.
Im September 2021 wurde das Unternehmen von der Dätwyler Holding an die deutsch-schweizerische Beteiligungsgesellschaft Invision verkauft.